# كأس الأردن 2015–16
كأس الأردن 2015–16 هو الموسم السادس والثلاثين من المسابقة، إنطلق هذا الموسم في 4 سبتمبر 2015 واختتم في 6 مايو 2016. الفائز باللقب يتأهل إلى كأس الاتحاد الآسيوي 2017. نادي الوحدات هو المدافع عن اللقب ولكن تم إقصاءه في دور الـ16. فاز الأهلي باللقب لأول مرة إثر تغلبه على شباب الأردن في النهائي.

## الفرق المشاركة
شارك في هذا الموسم 26 فريق، 12 من دوري المحترفين و14 فريق من دوري الدرجة الأولى.
| الدوري             | الأندية |
| ------------------ | --- |
| دوري المحترفين     | - الأهلي - الأصالة - البقعة - الفيصلي - الحسين - الجزيرة - الرمثا - الصريح - الوحدات - كفرسوم - شباب الأردن - ذات راس                              |
| دوري الدرجة الأولى | - العربي - العقبة - الجليل - السلط - السرحان - الشيخ حسين - الطيبة - الطرة - اليرموك - بلعما - اتحاد الرمثا - اتحاد الزرقاء - منشية بني حسن - سحاب |

## المباريات

### الدور التمهيدي
| فريق 1                | نتيجة                | فريق 2               |
| الدور التمهيدي الأول  | الدور التمهيدي الأول | الدور التمهيدي الأول |
| --------------------- | -------------------- | -------------------- |
| الطرة                 | 2–0                  | السلط                |
| العربي                | 0–0 (5–4 ر)          | اتحاد الزرقاء        |
| الطيبة                | 1–1 (4–5 ر)          | اليرموك              |
| اتحاد الرمثا          | 0–1                  | العقبة               |
| منشية بني حسن         | 0–1                  | بلعما                |
| الشيخ حسين            | 0–0 (5–3 ر)          | سحاب                 |
| الدور التمهيدي الثاني |                      |                      |
| الطرة                 | 1–0                  | اليرموك              |
| العربي                | 1–1 (5–4 ر)          | العقبة               |
| الشيخ حسين            | 1–0                  | السرحان              |
| بلعما                 | 1–1 (5–4 ر)          | الجليل               |

### دور الـ16
| فريق 1     | نتيجة       | فريق 2       |
| ---------- | ----------- | ------------ |
| الأصالة    | 1–2         | الجزيرة      |
| الحسين     | 0–0 (3–2 ر) | البقعة       |
| الوحدات    | 0–1         | الأهلي       |
| بلعما      | 0–5         | شباب الأردن  |
| الطرة      | 3–3 (5–3 ر) | اتحاد الرمثا |
| الفيصلي    | 2–1         | الصريح       |
| العربي     | 0–1         | ذات راس      |
| الشيخ حسين | 0–2         | كفرسوم       |

### ربع النهائي
| الفريق الأول | إجم. | الفريق الثاني | مباراة الذهاب | مباراة الإياب |
| ------------ | ---- | ------------- | ------------- | ------------- |
| الحسين       | 2–4  | شباب الأردن   | 1–1           | 1–3           |
| ذات راس      | 2–6  | الجزيرة       | 0–3           | 2–3           |
| الفيصلي      | 4–0  | كفرسوم        | 1–0           | 3–0           |
| الطرة        | 0–5  | الأهلي        | 0–3           | 0–2           |

### نصف النهائي
| الفريق الأول | إجم. | الفريق الثاني | مباراة الذهاب | مباراة الإياب |
| ------------ | ---- | ------------- | ------------- | ------------- |
| شباب الأردن  | 1–0  | الجزيرة       | 1–0           | 0–0           |
| الفيصلي      | 0–1  | الأهلي        | 0–1           | 0–0           |

### النهائي
| الأهلي       | 1–0 | شباب الأردن |
| ------------ | --- | ----------- |
| تي دينيس 29' |     |             |

المصدر: